# Tommy Warchol
Tommy Raimund Warchol (Askim, 17 ottobre 1955) è un allenatore di calcio ed ex calciatore norvegese, di ruolo difensore.

## Carriera

### Giocatore

#### Club
Warchol giocò per il Fredrikstad dal 1977 al 1983. Giocò 63 incontri (con 2 reti) nella massima divisione norvegese, mentre ne disputò 72 (con 6 reti) nella 2. divisjon.

### Allenatore
Dal 1988 al 1990, fu allenatore del Kråkerøy.